# Роуз, Реджинальд
Реджинальд Роуз (англ. Reginald Rose; 10 декабря 1920, Нью-Йорк — 19 апреля 2002, Норуолк, Коннектикут) — американский прозаик, драматург и сценарист.

## Жизнь и творчество
Р. Роуз в 1938 году окончил городской колледж Нью-Йорка. После этого работал составителем рекламных слоганов. С 1942 по 1946 год служил в американской армии, участник сражений Второй мировой войны, уволился в запас в звании лейтенанта.
С 1951 года Роуз написал сценарии для телевизионных постановок и театральные пьесы. Лауреат американской телевизионной премии «Эмми». Автор сценария к знаменитому кинофильму «12 разгневанных мужчин», поставленному режиссёром Сидни Люметом с актёром Генри Фондой в главной роли.

## Избранная фильмография
- 1956 — Crime in the Streets
- 1957 — 12 разгневанных мужчин
- 1957 — Dino
- 1959 — Человек в сети
- 1959 — Man of the West
- 1973 — Baxter!
- 1977 — Дикие гуси
- 1979 — Морские волки
- 1981 — Чья это жизнь, в конце концов?
- 1982 — Кто не рискует — тот не выигрывает
- 1985 — Дикие гуси 2
- 1997 — 12 разгневанных мужчин
- 2007 — 12 (основа сценария)